# Drug Church
Drug Church és un grup estatunidenc de post-hardcore d'Albany, que mescla hardcore punk a l'estil de bandes com Black Flag amb elements de rock alternatiu i grunge per a crear un so post-punk. Les lletres de les seves cançons se centren sobretot en qüestions socials i solen ser fosques i/o satíriques.
Drug Church va començar com un projecte paral·lel del cantant Patrick Kindlon de Self Defense Family. Després de presentar una maqueta de tres cançons en línia el 2011, el grup va signar amb No Sleep Records a principis del 2012. L'any 2018, Drug Church va signar amb Pure Noise Records, que va publicar l'àlbum, Cheer. El quart àlbum de la banda, Hygiene, es va anunciar el 10 de novembre de 2021 amb el llançament dels senzills «Miles of Fun» i «Detective Lieutenant», i es va publicar l'11 de març de 2022 a través de Pure Noise Records.

## Discografia

### Àlbums d'estudi
| Àlbum         | Any  | Segell             |
| ------------- | ---- | ------------------ |
| Paul Walker   | 2013 | No Sleep Records   |
| Hit Your Head | 2015 | No Sleep Records   |
| Cheer         | 2018 | Pure Noise Records |
| Hygiene       | 2022 | Pure Noise Records |
| Pure          | 2024 | Pure Noise Records |

### EP i altres
| Títol                                                           | Any  | Segell                |
| --------------------------------------------------------------- | ---- | --------------------- |
| Demo                                                            | 2011 | Ride the Fury Records |
| Drug Church                                                     | 2012 | No Sleep Records      |
| "Party at Dead Man's" b/w "Selling Drugs from Your Mom's Condo" | 2013 | Secret Voice          |
| Swell                                                           | 2015 | No Sleep Records      |
| Tawny                                                           | 2021 | Pure Noise Records    |